# Sozialkonstruktivismus
Sozialkonstruktivismus bezeichnet eine Metatheorie in der Soziologie, die auf dem 1966 erschienenen Buch Die gesellschaftliche Konstruktion der Wirklichkeit (Originaltitel: The social construction of reality) von Peter L. Berger und Thomas Luckmann basiert.
Der Sozialkonstruktivismus geht davon aus, dass die soziale Wirklichkeit konstruiert ist. Das bedeutet, dass Menschen die sie umgebende Realität interpretieren und nur auf Basis dieser Interpretationen zu Wissen kommen. Laut dem Sozialkonstruktivismus liegt Wissen demnach nie in „Reinform“ vor, sondern ist immer von den Weltbilder der Menschen, die es produzieren, abhängig. Soziale Wirklichkeit wird als etwas dynamisch Prozesshaftes angesehen, das ständig durch das Handeln von Menschen reproduziert oder verändert wird. Wie sie handeln entscheiden die Menschen dabei auf Basis der von ihnen vorgenommenen Interpretationen sowie ihres Alltagswissens.
Der Sozialkonstruktivismus ist die aktuell dominante soziologische Theorie. Zudem beziehen sich viele andere Forschungsrichtungen wie die Gender Studies und Cultural Studies auf seine grundlegenden Prämissen.

## Definition
Der Sozialkonstruktivismus richtet sich primär gegen ein rein naturwissenschaftliches Verständnis von Wissenschaft. Er geht davon aus, dass die menschliche Wahrnehmung der Realität immer durch soziale Beziehungen vermittelt ist. Für Berger und Luckmann ist das wichtigste Instrument, das einem Menschen zur Erfassung der Realität zur Verfügung steht, die Sprache. Über sie können sich Menschen über ihre Sinneseindrücke verständigen und sich somit darauf einigen, was sie als real empfinden und was nicht. Dies führt allerdings auch dazu, dass Menschen die Realität niemals in „Reinform“ wahrnehmen können. Um Gültigkeit beanspruchen zu können, muss Wissen immer versprachlicht und von anderen anerkannt werden. Wissenschaftliche Erkenntnisse über die Welt, aber auch Alltagswissen sind daher immer vom kulturellen und sozialen Kontext abhängig, in dem sie entstehen. Dieser Fokus auf das soziale Miteinander unterscheidet den Sozialkonstruktivismus auch vom radikalen Konstruktivismus, der als Quelle des Verständnisses der Realität nur das Individuum annimmt.
Sozialkonstrukte oder soziale Konstrukte sind dementsprechend Bedeutungen, auf die sich eine Gesellschaft einigt und sie bestimmten Entitäten zuordnet. Ein Zusammenhang dieser Bedeutungen mit „göttlichen“ oder „natürlichen“ Gesetzmäßigkeiten wird dabei nicht angenommen. So wird im Sozialkonstruktivismus davon ausgegangen, dass Menschen einen Stuhl nicht deswegen zum Sitzen nutzen, weil es die natürliche Eigenschaft von Stühlen ist, Sitzgelegenheiten zu sein, sondern weil es gesellschaftlich anerkannt ist, dass man sich auf Stühle setzt und andere Arten der Benutzungen bei Mitmenschen eher für Verwirrung sorgen. Soziale Konstrukte sind folglich kein radikaler Indeterminismus, allerdings versteht sich der Sozialkonstruktivismus als Gegensatz zum Essenzialismus.
Der Sozialkonstruktivismus versucht hauptsächlich, die Lebensläufe sowie die Teilnahme von Individuen und Gruppen an der Welt zu beschreiben. Dazu gehört, wie soziale Erscheinungen entstehen, wie diese zur Realität werden (nach Berger und Luckmann: sich „objektivieren“), institutionalisiert und letzten Endes zu Traditionen und Kulturen geformt werden. Die Sozialkonstruktion ist daher ein ständig fortschreitender Prozess von Veränderung und Anpassung, der von den Menschen stets selbst vorangetrieben wird. Dass Menschen die sie umgebende Wirklichkeit interpretieren, bildet die Grundlage dieses Prozesses. Da Sozialkonstrukte nicht von Natur aus geschaffen sind, müssen sie ständig durch menschliche Handlungen bestätigt und erhalten werden.
Für Berger und Luckmann befindet sich jeder Mensch in einem Kontinuum zwischen Internalisierung und Externalisierung: Einerseits wird jedem Individuum die es umgebende soziale Wirklichkeit und die in ihr gültigen Regeln mittels Sozialisation vermittelt. Andererseits wirkt auch jedes Individuum an eben genau dieser sozialen Wirklichkeit mit, indem es seine Interpretationen der Realität artikuliert und versucht, sie mit anderen abzustimmen. Diese ständigen Aushandlungsprozesse können dazu führen, dass soziale Konstrukte modifiziert oder auch gänzlich neu gestaltet werden. So kann sich zum Beispiel die Bedeutung von Begriffen wie „Gerechtigkeit“ oder „Recht“ im Lauf der Zeit verändern. Das bedeutet, dass jeder Mensch mit seiner gesellschaftlichen Umwelt in ständiger Wechselwirkung steht. Berger und Luckmann formulieren dieses dialektische Verhältnis wie folgt:

„Gesellschaft ist ein menschliches Produkt. Gesellschaft ist eine objektive Wirklichkeit. Der Mensch ist ein gesellschaftliches Produkt.“

Die gesellschaftliche Konstruktion der Wirklichkeit hat für Berger und Luckmann allerdings auch Grenzen, die durch die Natur festgelegt sind. Es gibt biologische Konstanten wie etwa das Empfinden von Hunger beim Fehlen von Nahrung, die von Sozialkonstruktionen unabhängig sind. Allerdings können soziale Prozesse auch biologische Konsequenzen nach sich ziehen, etwa wenn die Lebenserwartung reicher Menschen höher ist als die von Armen. Dass soziale Konstruktionsprozesse von biologischen Gegebenheiten begrenzt werden, wird auch von heutigen Forschenden, die dem Sozialkonstruktivismus nahestehen, anerkannt. Judith Butler stellte etwa klar, dass sie nicht davon ausgeht, dass Diskurse allein die Macht hätten, Körper umzuformen.
Besonders innerhalb der Psychologie ist neben dem Begriff des Sozialkonstruktivismus auch die Bezeichnung Sozialkonstruktionismus bzw. sozialer Konstruktionismus gängig. Eine eigenständige Theorie bildet der Sozialkonstruktionismus jedoch nicht und ist auch nicht mit der Lerntheorie des Konstruktionismus zu verwechseln.

## Begriffsgeschichte
Peter L. Berger und Thomas Luckmann waren jeweils Schüler von Alfred Schütz. Die gesellschaftliche Konstruktion der Wirklichkeit ist daher stark durch Schütz Lehren – insbesondere seinem Verständnis von Soziologie als Phänomenologische Soziologie – geprägt. Der Begriff der „sozialen Konstruktion“ war bereits vor Berger und Luckmann innerhalb der Soziologie bekannt. Lester Frank Ward nutzte ihn bereits 1905. Wirkliche Prominenz erreichte der Begriff aber erst dadurch, dass ihn Berger und Luckmann verwendeten. Dies taten sie 1963 in einem gemeinsam publizierten Aufsatz über Religionssoziologie zum ersten Mal.
Es fällt auf, dass sich Berger und Luckmann nach der Veröffentlichung von Die Gesellschaftliche Konstruktion der Wirklichkeit im Laufe ihrer weiteren akademischen Arbeit nur sehr wenig auf ihr Werk bezogen. Peter L. Berger schrieb sogar 2011:

“Luckmann and I have felt constrained to say repeatedly, ‘we are not constructivists’.”

„Luckmann und ich sahen uns genötigt, wiederholt klarzustellen: 'Wir sind keine Konstruktivisten'.“

Als Grund für diese Positionierung der Autoren wird angenommen, dass sie mit der Rezeption ihres Werks im Zuge der 68er-Bewegung nicht zufrieden waren und es häufig als missverstanden ansahen. Ungeachtet dessen stieg die Anzahl an Büchern, die die Worte „soziale Konstruktion“ oder „Konstruktivismus“ enthielten seit 1966 langsam und ab Mitte der 1980er Jahre sprunghaft an. Erst seit Beginn der 2000er Jahre ist ein leichter Rückgang der Nutzung dieser Begriffe zu erkennen. Zudem wurde die Theorie des Sozialkonstruktivismus mit der Zeit in immer mehr Forschungsdisziplinen rezipiert. Hierzu zählen etwa: die Rechtswissenschaft, die soziale Arbeit, die Pädagogik, die Psychologie, hier besonders die Sozialpsychologie, die Anthropologie, die Religionswissenschaft und in großem Ausmaß die Soziologie. Innerhalb der Soziologie löste der Sozialkonstruktivismus nach und nach den bis in die 1970er Jahre hinein dominanten Strukturfunktionalismus von Talcott Parsons als dominante soziologische Theorie ab.
Trotz der relativ großen Zeitspanne, die zwischen dem Erscheinen von Die gesellschaftliche Konstruktion der Wirklichkeit und der heutigen Zeit liegt, nehmen auch in der Gegenwart eine Vielzahl von sozialwissenschaftlichen Großtheorien Bezug auf den Sozialkonstruktivismus. Laut René Tuma und René Wilke sorgte er zudem dafür, dass sich im deutschsprachigen Raum eine neue Sparte der Soziologie etablierte: die Wissenssoziologie. Bergers und Luckmanns Verständnis von sozialer Wirklichkeit als gesellschaftlicher Konstruktionsprozess lieferte zudem die Grundlage für die Etablierung hermeneutischer Forschungsmethoden. In besonderem Maße ist die qualitative Methode der hermeneutischen Wissenssoziologie von den Annahmen Bergers und Luckmanns geprägt.
Der Wissenschaftstheoretiker Ian Hacking kritisierte rund um die Jahrtausendwende die inflationäre und seiner Ansicht nach häufig unreflektierte Verwendung der Metapher der sozialen Konstruktion. Diese habe sich mittlerweile abgenutzt. Hacking forderte daher eine differenziertere Verwendung der Idee einer sozialen Konstruiertheit, was den Sozialkonstruktivismus deutlich eingrenzen würde.

## Geschlecht als soziale Konstruktion
Etwa seit Beginn der 2000er Jahre ist zudem die Vorstellung von Geschlecht als soziales Konstrukt weitgehender Konsens in der Frauen- und Geschlechterforschung. So baut etwa auch der analytische Ansatz des Doing Gender auf sozialkonstruktivistischen Annahmen auf. Bis heute sorgt die Annahme, dass Geschlecht sozial konstruiert sei, für gesellschaftliche Kontroversen.
Infolge der Auseinandersetzung der Geschlechterforschung mit dem Sozialkonstruktivismus setzte sich etwa ab den 1970er Jahren allmählich zunächst im angelsächsischen Raum und später weltweit die Trennung zwischen biologischem Geschlecht (sex) und sozialem Geschlecht (Gender) durch. Gender galt dabei als sozial konstruiert und nicht zwingend aus dem biologischen Geschlecht ableitbar. Dieser Ansatz sorgte aber ebenfalls für Kritik aus sozialkonstruktivistischer Perspektive, denn er hält eine Trennung zwischen Natur und Kultur aufrecht. Bei der Trennung zwischen sex und Gender bleibt sex als biologische Determinante von Geschlecht zunächst weiterhin unhinterfragt bestehen. Am prominentesten wurde diese Kritik von Judith Butler in Das Unbehagen der Geschlechter formuliert. Dort weist Butler die Annahme zurück, dass die binäre Geschlechterordnung eine naturgegebene Konstante menschlicher Existenz sei und stellt stattdessen die These auf, dass Kategorien wie „Mann“ und „Frau“ aus diskursiven Prozessen hervorgehen würden und damit sozial konstruiert seien.
Die Anti-Gender-Bewegung kritisiert besonders heftig Butlers Thesen und wirft ihr beispielsweise vor, Geschlecht zu einer reinen Willensentscheidung zu erklären. Laut dem Theologen Gerhard Marschütz basieren solche Vorwürfe allerdings auf einer grundsätzlichen Fehlinterpretation von Butlers Werken. Butler nehme zwar an, dass sex und Gender stets miteinander verwoben und damit beide das Produkt sozialer Konstruktionen seien, stelle aber klar, dass sich biologische Unterschiede deswegen nicht zwangsläufig auflösen.

## Sozialkonstruktivismus und die Naturwissenschaften
Scharfe Kritik erfährt vor allem die radikale Variante des Sozialkonstruktivismus, die behauptet, dass wirklich alles inklusive Naturphänomene sozial konstruiert sei. Dieser Variante ist beispielsweise das soziale Modell von Behinderung zuzuordnen, welches davon ausgeht, dass negative Folgen von Behinderung primär auf gesellschaftliche Faktoren wie negative Einstellungen gegenüber Menschen mit Behinderung zurückzuführen seien. Befürworter dieses Modells sehen sich dabei der Kritik ausgesetzt, die spürbaren körperlichen Erfahrungen von Menschen mit Behinderung zu vernachlässigen, die diese auch unabhängig von sozialen Beziehungen erleben.
Der Physiker Alan Sokal publizierte 1996 im sozial- und kulturwissenschaftlichen Fachjournal Social Text einen als Parodie gedachten Text, in dem er physikalische Gesetze als sozial konstruiert bezeichnete und behauptete, die (damals wie heute unvollständige) Theorie der Quantengravitation könne zu einem progressiveren Verständnis von Wissenschaft beitragen. Sokal nahm die offizielle Publikation seines wissenschaftlichen Witzes zum Anlass, eine epistemologische Kritik am Sozialkonstruktivismus und an postmoderner Wissenschaft zu formulieren. Seiner Ansicht nach seien die Sozialwissenschaften dem Glauben verfallen, alles sei Diskurs und es gebe keine reale Welt. Diese Ansicht teile er nicht, sondern gehe davon aus, dass es eine reale Welt gibt, deren Gesetzmäßigkeiten durch die Wissenschaft erkannt werden können. Laut Sokal lehnen die Sozialwissenschaften die Kategorien wahr und falsch zunehmend ab, was der Menschheit bei Problemen wie dem Klimawandel nicht helfen werde. Sokals Kritik markierte den Beginn der Sokal-Affäre, einer kontroversen Debatte über wissenschaftliche Standards in den Sozial- und Kulturwissenschaften.
Der Evolutionsbiologe Ulrich Kutschera griff die vielfach formulierte Kritik an den Gender Studies, diese würden Geschlecht zu einer beliebigen Kategorie ohne Inhalt erklären, auf und weitete sie zu einer generellen Kritik des Sozialkonstruktivismus aus naturwissenschaftlicher Perspektive aus. Kutschera argumentierte in seinem Sachbuch Das Gender-Paradoxon 2016: „Menschen und andere Lebewesen konstruieren sich nicht selbst, sondern evolvieren im Laufe Jahrmillionen langer unvorhersehbarer, umweltabhängiger, über Symbiogenese-(Zellfusions-)Ereignisse, die Erdplatten-Dynamik und die gerichtete natürliche Selektion angetriebene Abstammungsprozesse“. Kutschera vermutet des Weiteren, dass Sozialkonstruktivisten ihre Interpretation der Wirklichkeit mit dem neurobiologischen Konzept des Radikalen Konstruktivismus verwechseln. In dieser biowissenschaftlichen Disziplin stehe die Frage im Vordergrund, „ob die vom Erkennungsapparat unabhängige Wirklichkeit über unsere Wahrnehmung (und somit erforschbare neuronale Hirnprozesse) hervorgerufen wird.“